# Irancy
Pour l’article homonyme, voir Irancy (AOC).
Irancy est une commune française située dans le département de l'Yonne en région Bourgogne-Franche-Comté.

## Géographie
La commune s'étend sur 12 km² et se trouve à 171 mètres d'altitude. L'Yonne est le principal cours d'eau qui traverse Irancy.

### Climat
Pour des articles plus généraux, voir Climat de la Bourgogne-Franche-Comté et Climat de l'Yonne.
En 2010, le climat de la commune est de type climat océanique dégradé des plaines du Centre et du Nord, selon une étude du Centre national de la recherche scientifique s'appuyant sur une série de données couvrant la période 1971-2000. En 2020, Météo-France publie une typologie des climats de la France métropolitaine dans laquelle la commune est exposée à un climat océanique altéré et est dans la région climatique  Lorraine, plateau de Langres, Morvan, caractérisée par un hiver rude (1,5 °C), des vents modérés et des brouillards fréquents en automne et hiver. 
Pour la période 1971-2000, la température annuelle moyenne est de 10,8 °C, avec une amplitude thermique annuelle de 15,9 °C. Le cumul annuel moyen de précipitations est de 796 mm, avec 12,2 jours de précipitations en janvier et 7,7 jours en juillet. Pour la période 1991-2020, la température moyenne annuelle observée sur la station météorologique de Météo-France la plus proche, « Chablis_sapc », sur la commune de Chablis à 15 km à vol d'oiseau, est de 11,6 °C et le cumul annuel moyen de précipitations est de 740,3 mm. 
La température maximale relevée sur cette station est de 42,6 °C, atteinte le 25 juillet 2019 ; la température minimale est de −24,2 °C, atteinte le 16 janvier 1985,,. 
Les paramètres climatiques de la commune ont été estimés pour le milieu du siècle (2041-2070) selon différents scénarios d'émission de gaz à effet de serre à partir des nouvelles projections climatiques de référence DRIAS-2020. Ils sont consultables sur un site dédié publié par Météo-France en novembre 2022.

## Urbanisme

### Typologie
Au 1er janvier 2024, Irancy est catégorisée commune rurale à habitat dispersé, selon la nouvelle grille communale de densité à sept niveaux définie par l'Insee en 2022.
Elle est située hors unité urbaine. Par ailleurs la commune fait partie de l'aire d'attraction d'Auxerre, dont elle est une commune de la couronne,. Cette aire, qui regroupe 104 communes, est catégorisée dans les aires de 50 000 à moins de 200 000 habitants,.

### Occupation des sols
L'occupation des sols de la commune, telle qu'elle ressort de la base de données européenne d’occupation biophysique des sols Corine Land Cover (CLC), est marquée par l'importance des territoires agricoles (73,6 % en 2018), une proportion sensiblement équivalente à celle de 1990 (72,8 %). La répartition détaillée en 2018 est la suivante : 
terres arables (41,9 %), forêts (24,4 %), cultures permanentes (24,3 %), zones agricoles hétérogènes (7,1 %), milieux à végétation arbustive et/ou herbacée (2 %), prairies (0,3 %). L'évolution de l’occupation des sols de la commune et de ses infrastructures peut être observée sur les différentes représentations cartographiques du territoire : la carte de Cassini (XVIIIe siècle), la carte d'état-major (1820-1866) et les cartes ou photos aériennes de l'IGN pour la période actuelle (1950 à aujourd'hui).

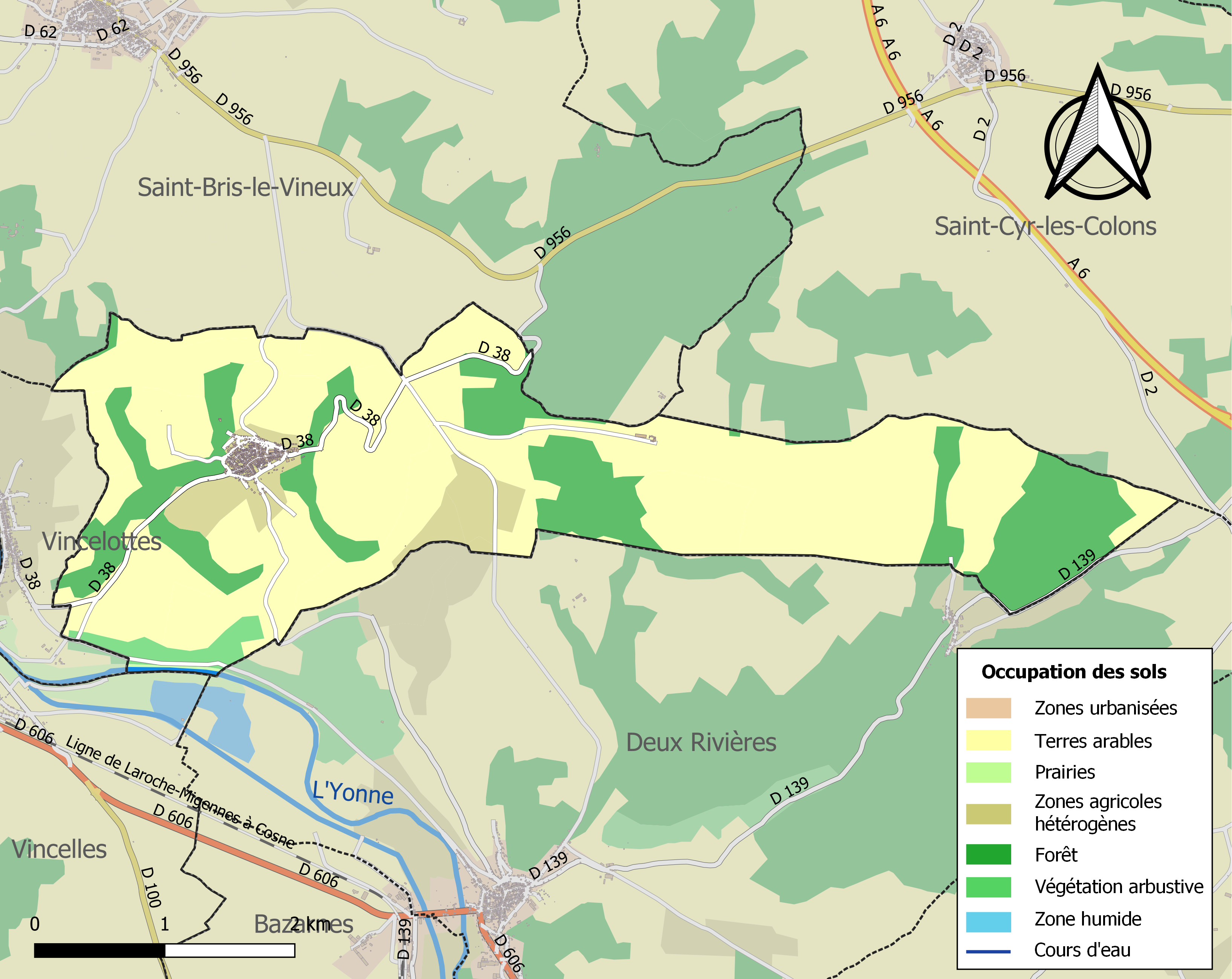
Carte des infrastructures et de l'occupation des sols de la commune en 2018 (CLC).

## Histoire

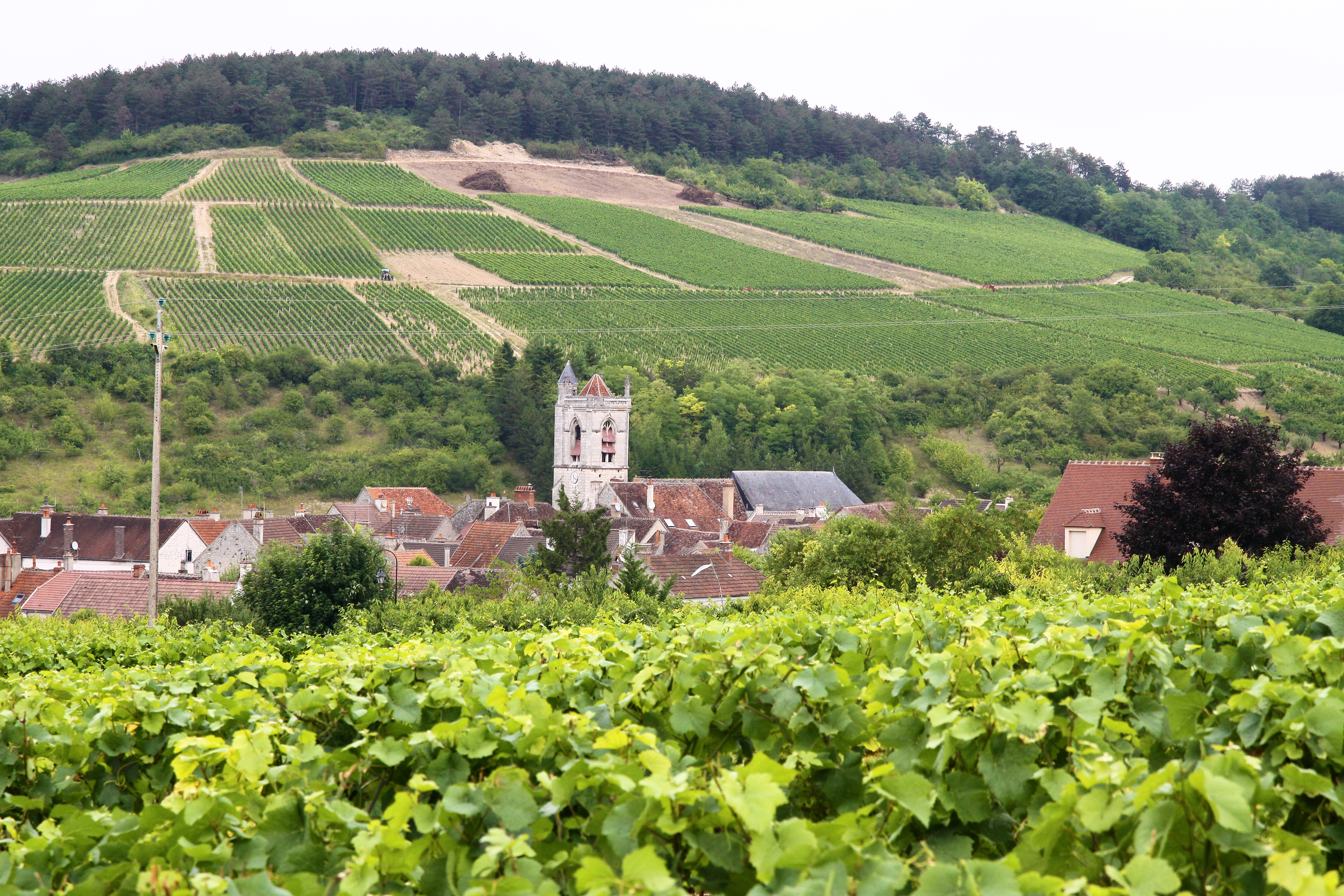
Vue du village d’Irancy et son vignoble aux alentours.

La terminaison en « y » suppose probablement une occupation gallo-romaine. Grands amateurs de vins, les Romains ont probablement apprécié à leur juste mesure les possibilités de la situation géographique d'Irancy. La tradition locale rapporte des événements violents et cruels, ce qui expliquerait le nom à caractère morbide de certaines voies, notamment la "rue des morts", située à l'extrémité ouest du village : le sang aurait coulé dans les ruelles en pente et les corps auraient été jetés dans les puits situés tout au long de cette "rue des morts ».
- Soit du fait des Anglais pendant la guerre de Cent Ans, plus particulièrement lors des siège et bataille de Cravant (juillet 1423), qui auraient pillé le village pour maintenir le siège, massacrant et enterrant les habitants sur place.
- Soit du fait d'émeutes et troubles sanglants pendant les guerres de Religion : plus précisément, au cours d'une nuit de 1568, par les huguenots de Condé qui assaillent et pillent le village[13], tuant de nombreux habitants par représailles de leur échec au siège de Cravant qu'ils avaient tenté[14] ; et/ou par les catholiques (dans l'esprit de la Ligue naissante) lors de la Saint-Barthélémy (à l'été 1572) ; .

### Seigneurs et bourgeois
- Sous la Renaissance, deux frères cadets du célèbre humaniste Guillaume Budé de Marly, Mathieu et Jean Budé (1471-1509), sont dits seigneurs d'Irancy, ; la famille Budé, active en Ile-de-France est d'origine auxerroise, et cet Irancy semble donc bien le nôtre.
- En revanche, est-ce toujours le cas pour la famille picarde Le Roy, active à Abbeville ?

- La famille bourgeoise Chappotin, signalée à Irancy du XVIe au XIXe siècle, occupa des charges de receveur, procureur, commis au bureau des aides, notaire, ecclésiastique etc. Le plus célèbre d'entre eux fut Pierre-François Chappotin (1765-1829 ; né à Irancy et † à Toulouse), moine bénédictin défroqué, éducateur à Pontlevoy, chef à partir de 1790/1793 et jusqu'en 1824, d'un collège de grande réputation, qu'avait fondé jadis l'abbaye de Pontlevoy avant d'être transformé en une Ecole royale militaire en 1776-1793 (cf. Daniel Porquet, Académie de Touraine : L'Ecole royale militaire de Pontlevoy ; et le site POP : Monument funéraire de P-F Chappotin et de sa mère (1728-1800), à Pontlevoy).

### Bourg viticole
Le village est la propriété du monastère Saint-Germain d'Auxerre. L'autorité monastique s'étend depuis le IXe siècle sur la paroisse voisine d'Aucept, aujourd'hui disparue et intégrée à la commune de Saint-Bris. C'est donc l'abbé de ce vénérable monastère qui désigne le lieutenant et le procureur fiscal de la justice du lieu.
La population atteinte au début du XVIe siècle justifie "la fermeture" du village, c'est-à-dire la construction d'une enceinte. Les murailles procurent un sentiment de puissance aux habitants. Ils auront ainsi la prétention de résister à l'armée protestante (Condé détient Noyers) : la population sera massacrée sans pitié.
Aux XVIIe et XVIIIe siècles, Irancy a, comme tous les villages des environs, une vocation viticole. Les familles Barlois, Michau, Chapotin, Charriat et Soufflot assurent successivement la direction de la communauté. Les éléments les plus actifs tissent des liens avec Paris.

### Pandémie de choléra
Irancy est atteint par une pandémie de choléra en 1832. Alors que la mortalité moyenne était d'environ 30 décès par an, en 1832 il y a 97 décès dont 64 entre le 4 et le 29 mai. Les personnes décédées se répartissent sur toutes les tranches d'âge, de 6 mois à 92 ans. Dans certaines familles on déplore plusieurs décès (les deux époux, un parent et un enfant).

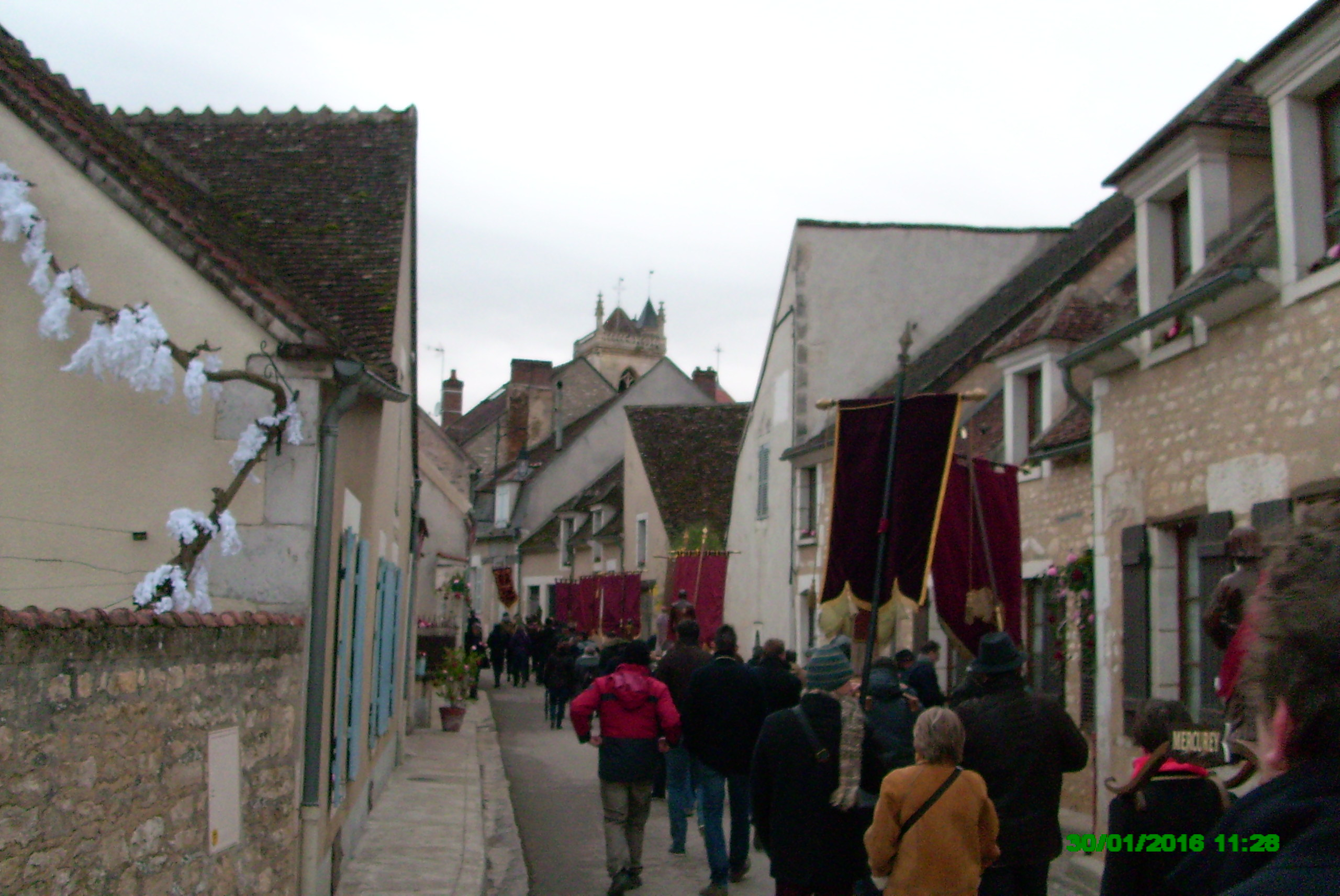
La fête de la Saint-Vincent tournante à Irancy en janvier 2016.

### Époque contemporaine
Irancy, commune viticole, a accueilli les 30 et 31 janvier 2016 la 72e édition de la Fête de la Saint-Vincent tournante, manifestation supervisée par la Confrérie des chevaliers du Tastevin.

## Politique et administration

### Liste des maires

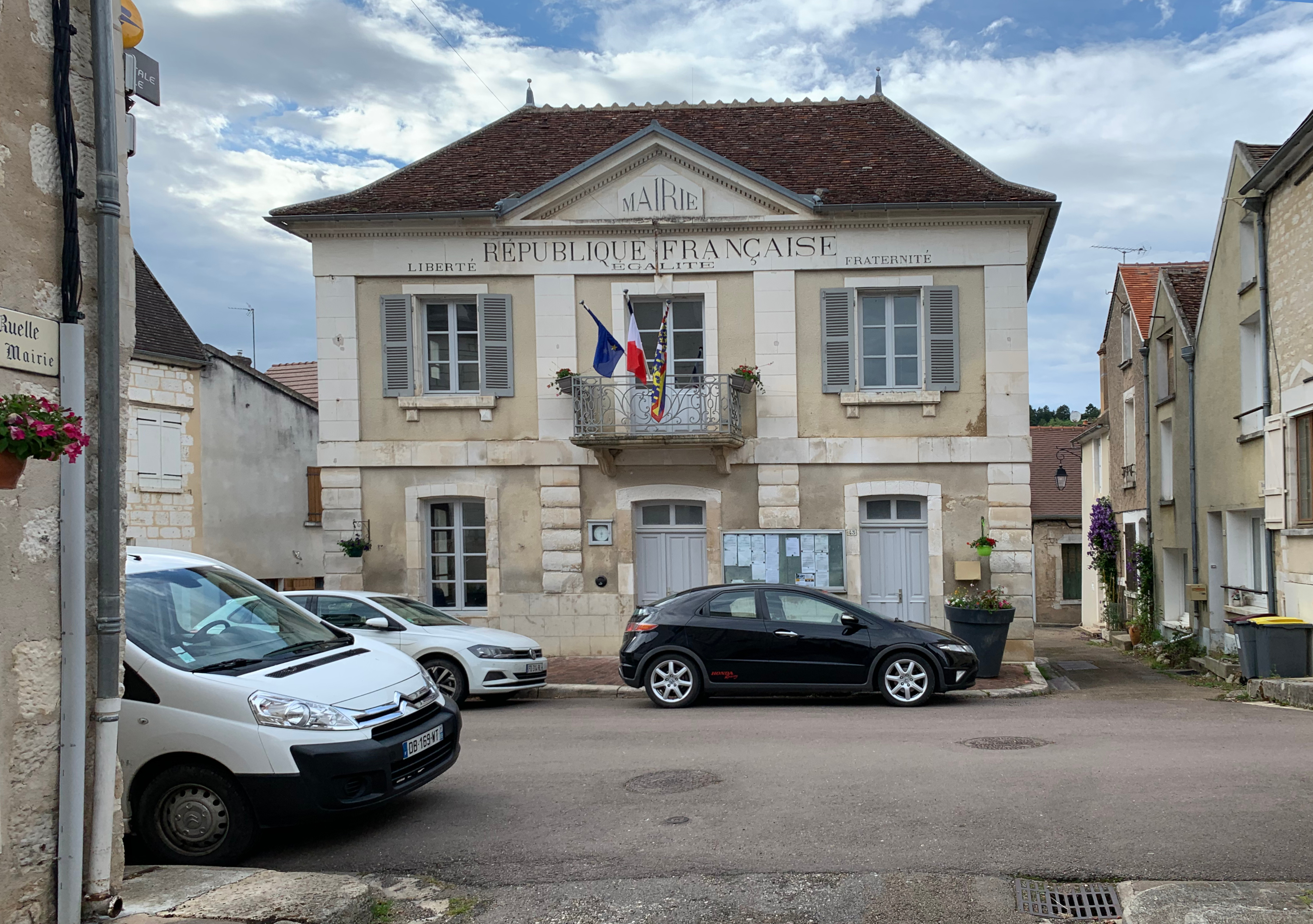
Vue de la mairie.

La liste des maires est la suivante.
| Période | Période  | Identité                    | Étiquette | Qualité                 |
| ------- | -------- | --------------------------- | --------- | ----------------------- |
| 1791    | 1792     | Marcou Radu                 |           |                         |
| 1792    | 1794     | J.B Roux                    |           | Officier public         |
| 1795    | 1797     | Nicolas Rojot               |           | Officier public         |
| 1798    | 1823     | Jean Cottin                 |           | Notaire                 |
| 1814    | 1819     | Nicolas Gauthier            |           | Propriétaire            |
| 1824    | 1830     | M. Fosseyeux                |           | Notaire                 |
| 1831    | 1839     | Michel Sonnié-Moret         |           | Notaire                 |
| 1840    | 1868     | François Etienne Mainferme  |           | Notaire                 |
| 1868    | 1877     | Pacifique Firmin Jacquillat |           | Notaire                 |
| 1878    | 1884     | François Colas              |           | Vigneron                |
| 1884    | 1896     | Cléomène Charriat           |           | Vigneron                |
| 1896    | 1908     | Arsène Gauthier             |           | Vigneron                |
| 1908    | 1912     | Léon Podor                  |           | Vigneron                |
| 1912    | 1913     | Cyprien Bienvenu            |           | Vigneron                |
| 1913    | 1919     | Robert Delingette           |           | Vigneron                |
| 1919    | 1925     | Léon Podor                  |           | Vigneron                |
| 1925    | 1935     | Félix Robert                |           | Vigneron                |
| 1936    | 1940     | Edward Gauthier             |           | Vigneron                |
| 1940    | 1947     | Gabriel Midière             |           | Vigneron                |
| 1947    | 1948     | André Joudelat              |           | Vigneron                |
| 1948    | 1952     | André Delaloge              |           | Vigneron                |
| 1952    | 1953     | Cyprien Vincent             |           | Vigneron                |
| 1953    | 1959     | André Delaloge              |           | Vigneron                |
| 1959    | 1971     | Gilbert Tribaudot           |           | Vigneron                |
| 1971    | 1989     | Bernard Cantin              |           | Vigneron                |
| 1989    | 1995     | Roger Delaloge              |           | Vigneron                |
| 1995    | 2001     | Frédéric Roussel            |           | Cadre administratif     |
| 2001    | 2014     | Gérard Briolland            |           | Retraité des assurances |
| 2014    | En cours | Stéphan Podor               |           | Vigneron                |

## Démographie
L'évolution du nombre d'habitants est connue à travers les recensements de la population effectués dans la commune depuis 1793. Pour les communes de moins de 10 000 habitants, une enquête de recensement portant sur toute la population est réalisée tous les cinq ans, les populations de référence des années intermédiaires étant quant à elles estimées par interpolation ou extrapolation. Pour la commune, le premier recensement exhaustif entrant dans le cadre du nouveau dispositif a été réalisé en 2004.

En 2022, la commune comptait 243 habitants, en évolution de −15,62 % par rapport à 2016 (Yonne : −1,95 %, France hors Mayotte : +2,11 %).
| 1793  | 1800  | 1806  | 1821  | 1831  | 1836  | 1841  | 1846  | 1851  |
| ----- | ----- | ----- | ----- | ----- | ----- | ----- | ----- | ----- |
| 1 122 | 1 172 | 1 173 | 1 190 | 1 072 | 1 039 | 1 015 | 1 008 | 1 020 |

| 1856 | 1861  | 1866  | 1872 | 1876 | 1881 | 1886 | 1891 | 1896 |
| ---- | ----- | ----- | ---- | ---- | ---- | ---- | ---- | ---- |
| 966  | 1 023 | 1 017 | 911  | 916  | 901  | 868  | 826  | 772  |

| 1901 | 1906 | 1911 | 1921 | 1926 | 1931 | 1936 | 1946 | 1954 |
| ---- | ---- | ---- | ---- | ---- | ---- | ---- | ---- | ---- |
| 700  | 670  | 619  | 518  | 490  | 445  | 392  | 449  | 434  |

| 1962 | 1968 | 1975 | 1982 | 1990 | 1999 | 2004 | 2006 | 2009 |
| ---- | ---- | ---- | ---- | ---- | ---- | ---- | ---- | ---- |
| 400  | 383  | 387  | 370  | 340  | 332  | 316  | 306  | 307  |

| 2014 | 2019 | 2022 | - | - | - | - | - | - |
| ---- | ---- | ---- | - | - | - | - | - | - |
| 285  | 260  | 243  | - | - | - | - | - | - |

## Économie
251 hectares de vigne sur la commune sont délimités en appellation communale, l'irancy, depuis le 6 novembre 1998. Parmi les coteaux les plus qualitatifs, se trouvent Palotte, les Mazelots ou encore les Cailles. L'irancy est un vin de garde, les bonnes années il peut avantageusement vieillir plus de dix ans. L'Irancy est le seul vignoble qui utilise encore dans sa composition l'antique cépage césar.
La culture de la cerise y a longtemps occupé une autre part importante des terres exploitables. Elle est toujours significative en 2020.
La commune accueille la Saint-Vincent tournante en 2016.

## Culture et patrimoine

### Lieux et monuments

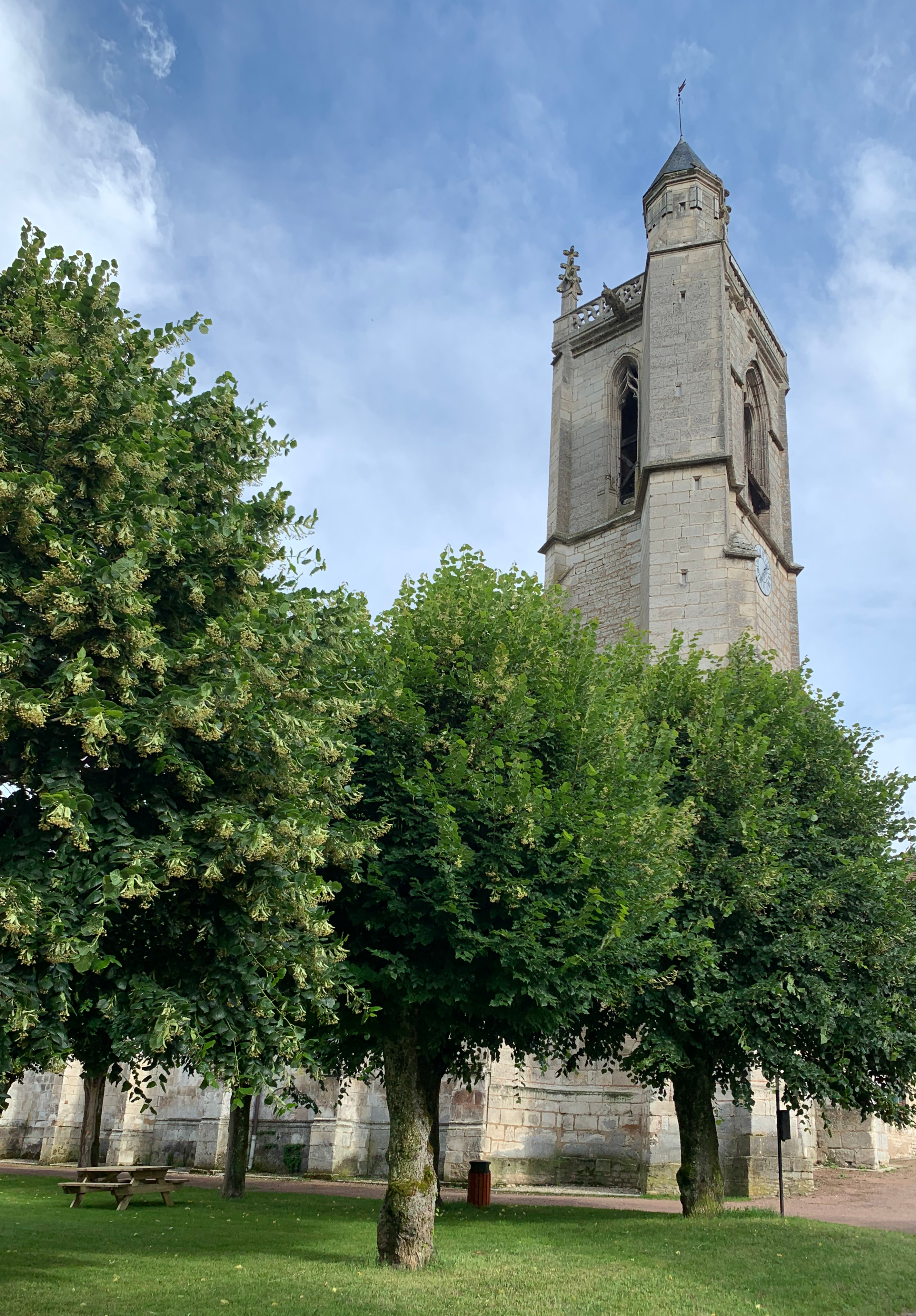
Clocher de l'église.

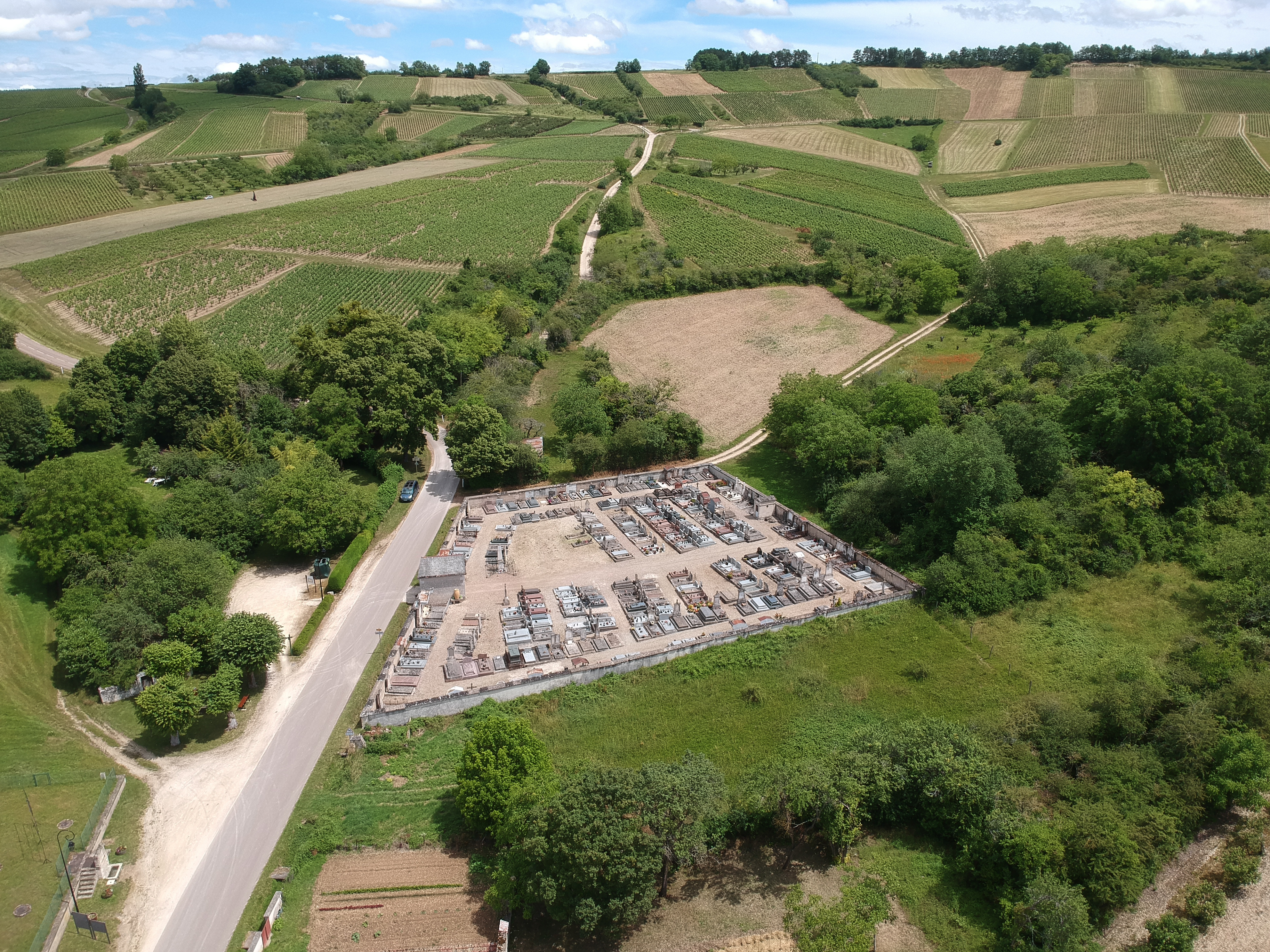
Vue du cimetière d'Irancy.

- L'église Saint-Germain, de plusieurs époques, du roman au classique en passant par la Renaissance, dégradée puis restaurée plusieurs fois. Possession de l'évêché d'Auxerre jusqu'au Xe siècle, l'évêque Héribert (demi-frère du duc des Francs Hugues le Grand) en fait don avec dix autres églises à l'abbaye Saint-Germain d'Auxerre après que saint Mayeul a rétabli la règle monastique à Saint-Germain[29].
- Le cimetière communal, situé rue Soufflot. Le monument aux morts est situé dans son enceinte ainsi qu'un monument à la mémoire des habitants inhumés dans l'ancien cimetière dont les ossements furent rapatriés dans ce cimetière le 6 février 1870.

### Personnalités liées à la commune
- Jacques-Germain Soufflot, architecte du Panthéon, né à Irancy le 22 juillet 1713.
- Philéas-Hector Carillon (?-1906), sculpteur, y est né.
- Georges Hosotte y possédait une résidence avec sa somptueuse véranda style rococo et s'est beaucoup inspiré des beaux paysages vallonnés pour ses tableaux ; il a peint les cerisiers en fleur des coteaux d'Irancy.
- René Lagrange, militant syndical né sur la commune.
- Pierre Louki a vécu enfant à Irancy, avec sa sœur Suzette Cordillot (d'ailleurs née à Irancy)[30], où son père Georges Varenne était l'instituteur du village[31].
- Marcel Ferry (1895-1944), résistant, ouvrier à l'entreprise Guillet d'Auxerre, marié à Émilienne Cordier (1899-1979), également résistante, originaire d'Irancy[32] ; fusillé par les Allemands au champ de tir d’Égriselles en 1944[33]. Ils sont inhumés dans le cimetière communal d'Irancy.

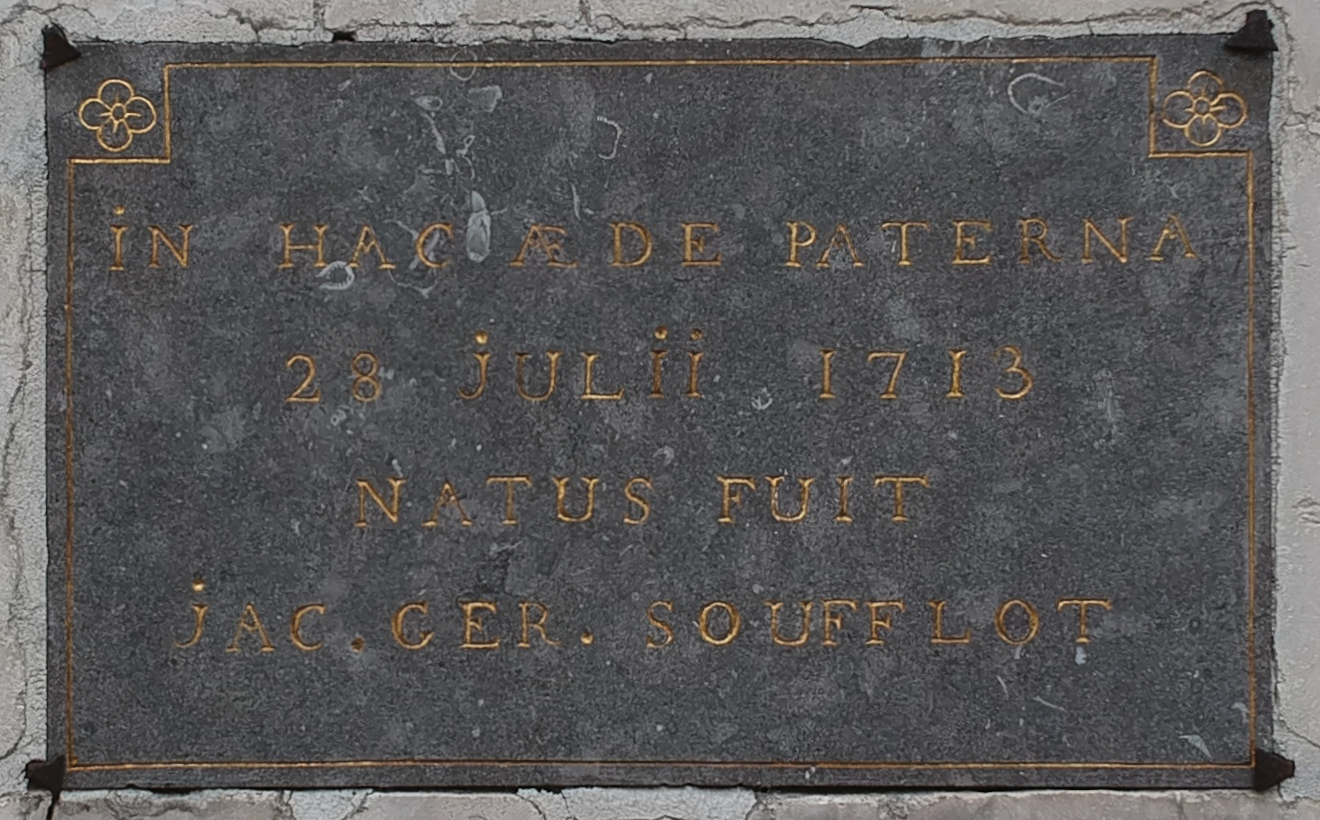
Plaque en latin apposée sur la maison natale de Jacques-Germain Soufflot à Irancy.
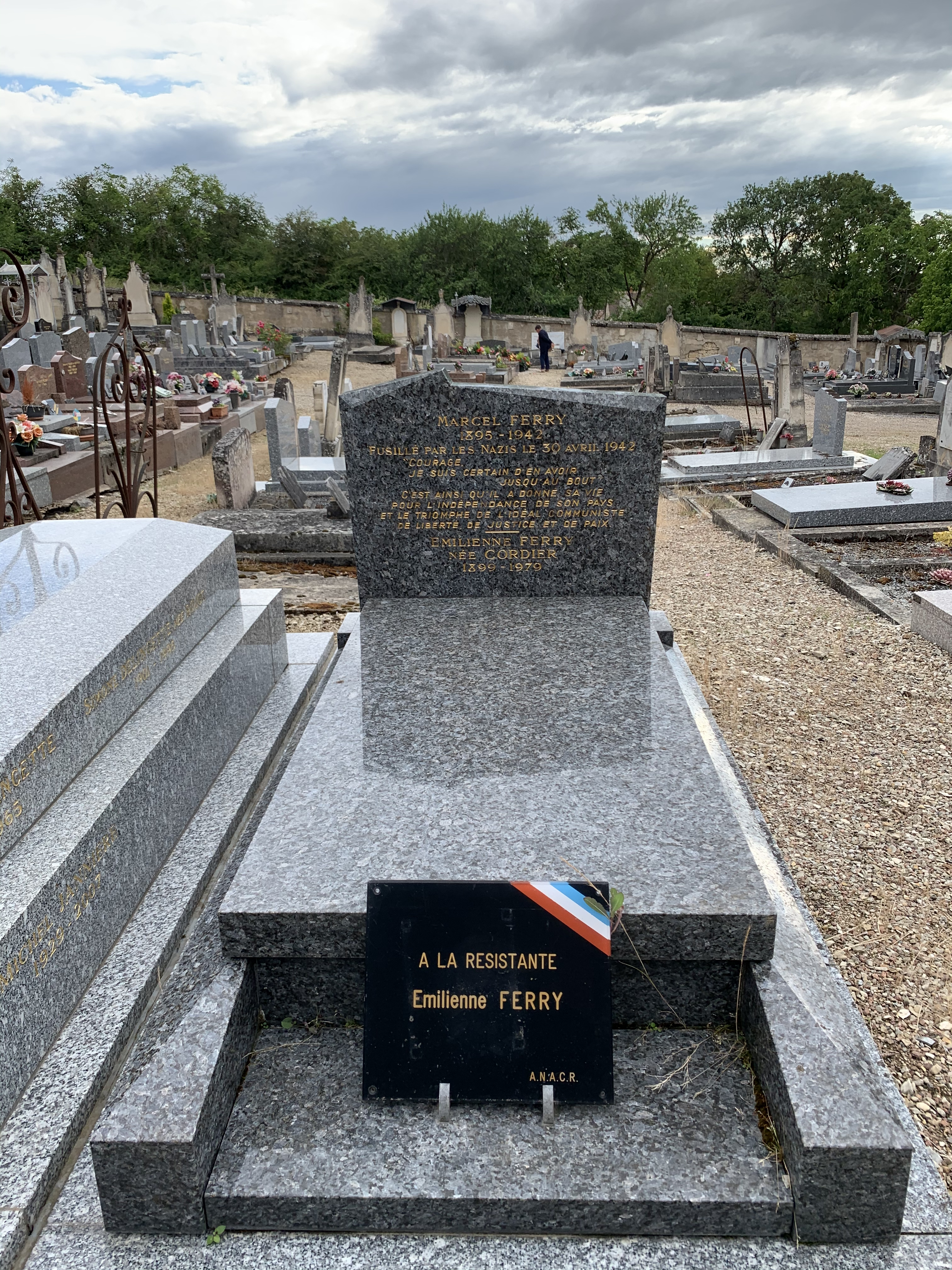
Tombe de Marcel et Émilienne Ferry au cimetière d'Irancy.